# Моара-де-Педуре
Моара-де-Педуре (рум. Moara de Pădure) — село у повіті Клуж в Румунії. Входить до складу комуни Бейшоара.
Село розташоване на відстані 317 км на північний захід від Бухареста, 23 км на південний захід від Клуж-Напоки.

## Населення
За даними перепису населення 2002 року у селі проживали 102 особи, з них 97 осіб (95,1%) румунів. Рідною мовою 100 осіб (98,0%) назвали румунську.